# Crocs

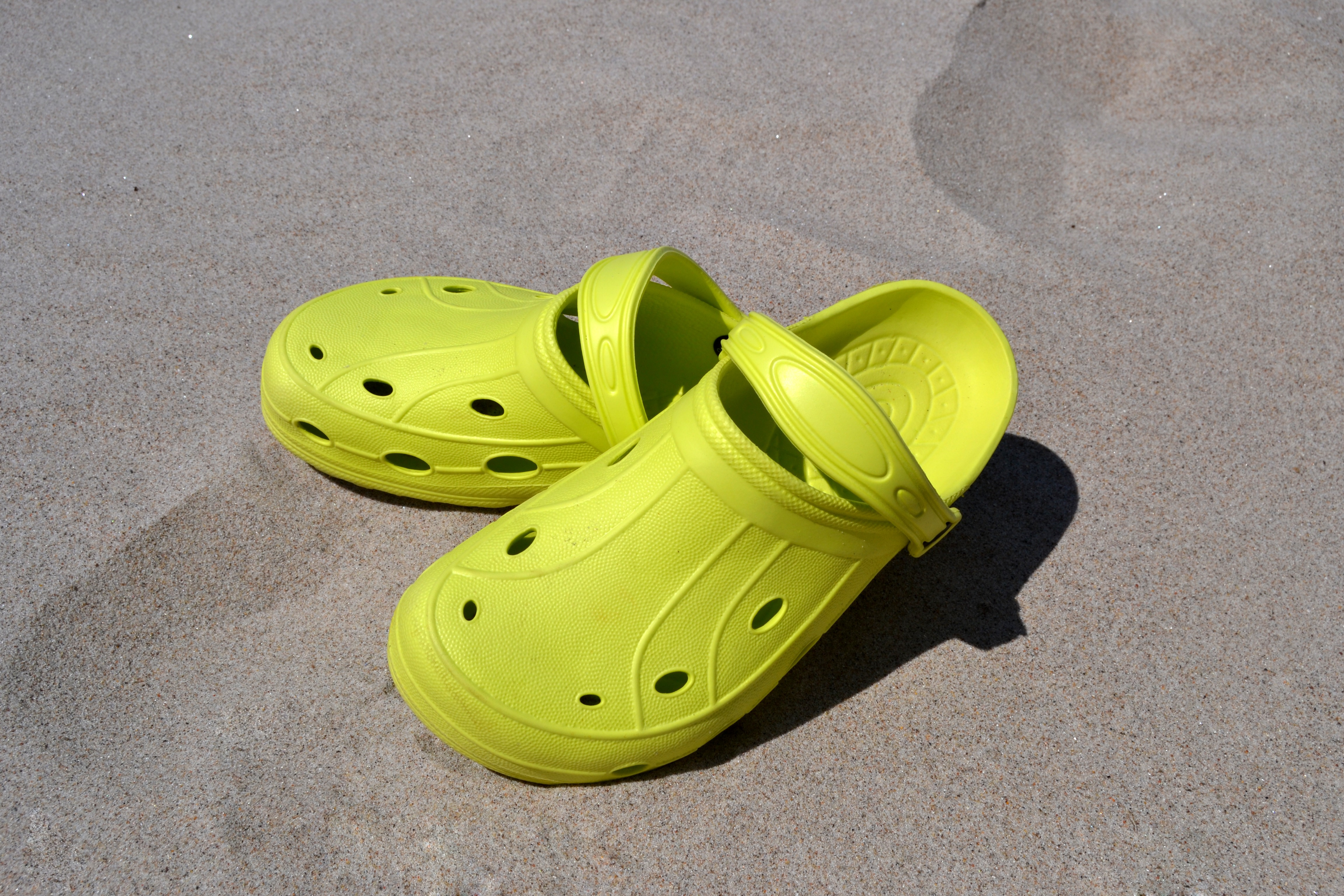
Пара кроксів

Crocs, Inc. — це американська взуттєва компанія, розташована в Брумфілді, штат Колорадо, основним товаром якої є взуття із поролону.

## Історія
Crocs почалися з винаходу оригінального дизайну босоніжок Ендрю Реддіхоффом. Компанія Reddyhoff створила зручне взуття з поролону, в якому також можна плавати, що робить його придатним для різноманітних водних розваг. 
Скотт Сіманс, Ліндон «Дюк» Хенсон та Джордж Бедекер-молодший заснували компанію Crocs у 2002 році для виробництва та дистрибуції взуття.  
Тріо придбало дизайн Ендрю Реддіхоффа у Foam Creations, Inc. з Квебеку, який став основою відомого сьогодні взуття Crocs.  Сіманс, Хенсон та Бедекер були вражені комфортом, практичністю та унікальними характеристиками сандалій.
У 2002 році Crocs представила свою першу модель, Beach, на виставці човнів у Форт-Лодердейлі у Флориді, де всі 200 представлених пар були розпродані. 
У міру зростання попиту на Crocs компанія зазнала подальшого розвитку та ребрендингу. У 2005 році TDA Boulder переробила оригінальний логотип Crocs та запустила кампанію «Потворне може бути красивим» — першу національну рекламну кампанію бренду Crocs. Ця успішна кампанія iдопомогла прокласти шлях до успішного IPO.
Компанія Crocs продовжує працювати у Росії. З початку повномасштабного вторгнення Росії в Україну операції компанії в Росії, що охоплюють роздрібну торгівлю, продажі через електронну комерцію та імпорт в країну, призупиняються з обіцянкою підтримки через пожертвування ЮНІСЕФ. Однак у серпні 2022 магазини Crocs знову відкрилися в Росії. Після їх закриття в березні на тлі вторгнення Росії в Україну ці магазини тепер під новим керівництвом. Ерік Петі, колишній керівник російських Crocs, очолює нову компанію під назвою "Kler", відповідальну за управління цими повторно відкритими торговими точками. Примітно, що поки фізичні магазини повертаються, онлайн-присутність Crocs в Росії не буде відновлено. Натомість продукти бренду будуть доступні через інші цифрові платформи. Постачання продукції продовжувалось в Росію до серпня 2023 року.
Через відновлення продажів товарів компанії у Росії межею Instagram активно ширився пост про повернення продукції Crocs на російський ринок.

## Виробництво та патенти
У червні 2004 року компанія Crocs придбала компанію Foam Creations та її виробничі потужності, щоб отримати ексклюзивні права на запатентовану пінопластову смолу під назвою Croslite. Croslite - це смола із закритими порами, яку треті особи описують як ін'єкційну піну EVA. Піна пристосовується до стопи користувача і, на думку багатьох ортопедів, має певні медичні переваги. Crocs має патент під назвою "дихаюче робоче взуття та методи його виготовлення", та три патенти на дизайн, що охоплюють різні декоративні аспекти.
Станом на 2007 рік компанія подала заявку на реєстрацію "Crocs" і логотипу Crocs як торгових марок у понад 40 юрисдикціях по всьому світу, включаючи США; багато таких заявок очікували на затвердження. Crocs також розширила сферу дії своїх реєстрацій торгових марок і заявок на знак і логотип Crocs, щоб охопити невзуттєві товари, такі як сонцезахисні окуляри, окуляри, наколінники, годинники, багаж, а також деякі види своєї діяльності з продажу в Інтернеті. 